# Гертрёйда, Лютсхарел
Лютсхаре́л Гертрёйда (нидерл. Lutsharel Geertruida; родился 18 июля 2000, Роттердам) — нидерландский футболист, защитник немецкого клуба «РБ Лейпциг» и сборной Нидерландов. Бронзовый призёр чемпионата Европы 2024.

## Клубная карьера
Лютсхарел Гертрёйда родился в Роттердаме неподалёку от домашнего стадиона клуба «Фейеноорд». Выступал за местные футбольные академии клубов «Овермас», «Спартан ’20», «Спарта» и «Фейеноорд». В октябре 2017 года авторитетное британское издание «Гардиан» включило игрока в список «60 лучших молодых талантов мирового футбола». 25 октября 2017 года дебютировал в основном составе «Фейеноорда», выйдя на замену Джерри Сен-Жюсту в матче Кубка Нидерландов против «Свифта». 23 декабря 2018 года дебютировал в Эредивизи, выйдя на замену Робину ван Перси в матче против АДО Ден Хааг.
30 августа 2024 года перешёл в немецкий «РБ Лейпциг», подписав пятилетний контракт до середины 2029 года.

## Карьера в сборной
Лютсхарел выступал за национальные футбольные сборные Нидерландов до 16, до 17, до 18 и до 19 лет.

## Достижения
«Фейеноорд»
- Чемпион Нидерландов: 2022/23
- Обладатель Кубка Нидерландов: 2023/24
- Обладатель Суперкубка Нидерландов: 2024

## Статистика выступлений

### Клубная карьера
| Клуб             | Сезон            | Лига | Лига | Кубок | Кубок | Европейские кубки | Европейские кубки | Прочие | Прочие | Итого | Итого |
| Клуб             | Сезон            | Игры | Голы | Игры  | Голы  | Игры              | Голы              | Игры   | Голы   | Игры  | Голы  |
| ---------------- | ---------------- | ---- | ---- | ----- | ----- | ----------------- | ----------------- | ------ | ------ | ----- | ----- |
| Фейеноорд        | 2017/18          | 0    | 0    | 1     | 0     | 0                 | 0                 | —      | —      | 1     | 0     |
| Фейеноорд        | 2018/19          | 2    | 0    | 1     | 0     | 2                 | 0                 | 0      | 0      | 5     | 0     |
| Фейеноорд        | 2019/20          | 17   | 0    | 3     | 0     | 6                 | 0                 | —      | —      | 26    | 0     |
| Фейеноорд        | 2020/21          | 30   | 5    | 2     | 2     | 5                 | 1                 | —      | —      | 37    | 8     |
| Фейеноорд        | 2021/22          | 28   | 3    | 1     | 0     | 12                | 1                 | —      | —      | 41    | 4     |
| Фейеноорд        | 2022/23          | 30   | 3    | 3     | 0     | 8                 | 0                 | —      | —      | 41    | 3     |
| Фейеноорд        | 2023/24          | 34   | 8    | 5     | 1     | 7                 | 0                 | 1      | 0      | 47    | 9     |
| Фейеноорд        | 2024/25          | 3    | 0    | 0     | 0     | 0                 | 0                 | 1      | 0      | 4     | 0     |
| Фейеноорд        | Итого            | 144  | 19   | 16    | 3     | 40                | 2                 | 2      | 0      | 202   | 24    |
| РБ Лейпциг       | 2024/25          | 24   | 1    | 3     | 0     | 8                 | 0                 | —      | —      | 35    | 1     |
| РБ Лейпциг       | Итого            | 24   | 1    | 3     | 0     | 8                 | 0                 | —      | —      | 35    | 1     |
| Всего за карьеру | Всего за карьеру | 168  | 20   | 19    | 3     | 48                | 2                 | 2      | 0      | 237   | 25    |

### Список матчей за сборную
| Матчи Гертрёйды за сборную Нидерландов | Матчи Гертрёйды за сборную Нидерландов | Матчи Гертрёйды за сборную Нидерландов | Матчи Гертрёйды за сборную Нидерландов | Матчи Гертрёйды за сборную Нидерландов | Матчи Гертрёйды за сборную Нидерландов |
| -------------------------------------- | -------------------------------------- | -------------------------------------- | -------------------------------------- | -------------------------------------- | -------------------------------------- |
| №                                      | Дата                                   | Соперник                               | Счёт                                   | Голы Гертрёйды                         | Соревнование                           |
| 1                                      | 24 марта 2023                          | Франция                                | 0:4                                    | —                                      | Чемпионат Европы 2024 (отбор)          |
| 2                                      | 14 июня 2023                           | Хорватия                               | 2:4                                    | —                                      | Лига наций УЕФА 2022/2023              |
| 3                                      | 18 июня 2023                           | Италия                                 | 2:3                                    | —                                      | Лига наций УЕФА 2022/2023              |
| 4                                      | 7 сентября 2023                        | Греция                                 | 3:0                                    | —                                      | Чемпионат Европы 2024 (отбор)          |
| 5                                      | 13 октября 2023                        | Франция                                | 1:2                                    | —                                      | Чемпионат Европы 2024 (отбор)          |
| 6                                      | 16 октября 2023                        | Греция                                 | 1:0                                    | —                                      | Чемпионат Европы 2024 (отбор)          |

Итого: 6 матчей / 0 голов; 2 победы, 0 ничьих, 4 поражения.